# Bajram Jashanica
Bajram Jashanica (Vranidoll, 25 settembre 1990) è un calciatore kosovaro, difensore del Ballkani.

## Biografia
Nato a Pristina, nell'allora provincia autonoma jugoslava del Kosovo. Possiede anche il passaporto albanese.

## Carriera

### Club
Ha giocato nella prima divisione albanese ed in quella kosovara.

### Nazionale
Il 21 maggio 2014 esordisce con la nazionale kosovara nella partita amichevole contro la Turchia, terminata 1 a 6 per i turchi.

## Statistiche

### Presenze e reti nei club
Statistiche aggiornate al 18 maggio 2021.
| Stagione          | Squadra           | Campionato        | Campionato | Campionato | Coppe nazionali | Coppe nazionali | Coppe nazionali | Coppe continentali | Coppe continentali | Coppe continentali | Altre coppe | Altre coppe | Altre coppe | Totale | Totale |
| Stagione          | Squadra           | Comp              | Pres       | Reti       | Comp            | Pres            | Reti            | Comp               | Pres               | Reti               | Comp        | Pres        | Reti        | Pres   | Reti   |
| ----------------- | ----------------- | ----------------- | ---------- | ---------- | --------------- | --------------- | --------------- | ------------------ | ------------------ | ------------------ | ----------- | ----------- | ----------- | ------ | ------ |
| 2013-2014         | Besa Kavajë       | KS                | 23         | 0          | CA              | 1               | 0               | -                  | -                  | -                  | -           | -           | -           | 24     | 0      |
| 2014-2015         | Skënderbeu        | KS                | 22         | 0          | CA              | 6               | 1               | UCL                | 2                  | 0                  | SA          | 1           | 0           | 31     | 1      |
| 2015-2016         | Skënderbeu        | KS                | 30         | 0          | CA              | 5               | 0               | UCL+UEL            | 5+5                | 0+1                | SA          | 0           | 0           | 45     | 1      |
| 2016-2017         | Skënderbeu        | KS                | 31         | 3          | CA              | 7               | 0               | -                  | -                  | -                  | SA          | 1           | 0           | 39     | 3      |
| 2017-2018         | Skënderbeu        | KS                | 14         | 1          | CA              | 4               | 0               | UEL                | 13                 | 0                  | -           | -           | -           | 31     | 1      |
| 2018-2019         | Skënderbeu        | KS                | 0          | 0          | CA              | 0               | 0               | -                  | -                  | -                  | SA          | 0           | 0           | 0      | 0      |
| 2019-2020         | Skënderbeu        | KS                | 12         | 1          | CA              | 3               | 0               | -                  | -                  | -                  | -           | -           | -           | 15     | 1      |
| Totale Skënderbeu | Totale Skënderbeu | Totale Skënderbeu | 109        | 5          |                 | 25              | 1               |                    | 25                 | 1                  |             | 2           | 0           | 161    | 7      |
| 2020-2021         | Ballkani          | SL                | 23         | 1          | CK              | 1               | 0               | -                  | -                  | -                  | -           | -           | -           | 24     | 1      |
| Totale carriera   | Totale carriera   | Totale carriera   | 155        | 6          |                 | 27              | 1               |                    | 25                 | 1                  |             | 2           | 0           | 209    | 8      |

### Cronologia presenze e reti in nazionale
| Cronologia completa delle presenze e delle reti in nazionale ― Kosovo | Cronologia completa delle presenze e delle reti in nazionale ― Kosovo | Cronologia completa delle presenze e delle reti in nazionale ― Kosovo | Cronologia completa delle presenze e delle reti in nazionale ― Kosovo | Cronologia completa delle presenze e delle reti in nazionale ― Kosovo | Cronologia completa delle presenze e delle reti in nazionale ― Kosovo | Cronologia completa delle presenze e delle reti in nazionale ― Kosovo | Cronologia completa delle presenze e delle reti in nazionale ― Kosovo |
| Data                                                                  | Città                                                                 | In casa                                                               | Risultato                                                             | Ospiti                                                                | Competizione                                                          | Reti                                                                  | Note                                                                  |
| --------------------------------------------------------------------- | --------------------------------------------------------------------- | --------------------------------------------------------------------- | --------------------------------------------------------------------- | --------------------------------------------------------------------- | --------------------------------------------------------------------- | --------------------------------------------------------------------- | --------------------------------------------------------------------- |
| 3-6-2016                                                              | Francoforte                                                           | Fær Øer                                                               | 0 – 2                                                                 | Kosovo                                                                | Amichevole                                                            | -                                                                     | 58’                                                                   |
| 2-9-2017                                                              | Zagabria                                                              | Croazia                                                               | 1 – 0                                                                 | Kosovo                                                                | Qual. Mondiali 2018                                                   | -                                                                     |                                                                       |
| 5-9-2017                                                              | Scutari                                                               | Kosovo                                                                | 0 – 1                                                                 | Finlandia                                                             | Qual. Mondiali 2018                                                   | -                                                                     | 80’                                                                   |
| 6-10-2017                                                             | Scutari                                                               | Kosovo                                                                | 0 – 2                                                                 | Ucraina                                                               | Qual. Mondiali 2018                                                   | -                                                                     |                                                                       |
| 9-10-2017                                                             | Reykjavík                                                             | Islanda                                                               | 2 – 0                                                                 | Kosovo                                                                | Qual. Mondiali 2018                                                   | -                                                                     |                                                                       |
| 8-6-2021                                                              | Manavgat                                                              | Kosovo                                                                | 1 – 2                                                                 | Guinea                                                                | Amichevole                                                            | -                                                                     | 46’                                                                   |
| Totale                                                                |                                                                       | Presenze                                                              | 6                                                                     |                                                                       | Reti                                                                  | 0                                                                     |                                                                       |

## Palmarès

### Club

#### Competizioni nazionali
- Campionato albanese: 2

Skënderbeu: 2014-2015, 2015-2016
- Supercoppa d'Albania: 2

Skënderbeu: 2014, 2018
- Campionato kosovaro: 3

Ballkani: 2021-2022, 2022-2023, 2023-2024
- Coppa del Kosovo: 1

Ballkani: 2023-2024
- Supercoppa del Kosovo: 1

Ballkani: 2023